# Nederlandse gemeenteraadsverkiezingen 2006
De Nederlandse gemeenteraadsverkiezingen in 2006 waren reguliere gemeenteraadsverkiezingen in Nederland. Zij werden gehouden op 7 maart 2006 in 419 (van de 458) gemeenten.
Gewoonlijk vinden verkiezingen in Nederland plaats op een woensdag, maar vanwege de protestantse Biddag voor gewas en arbeid werden deze lokale verkiezingen een dag vervroegd.

## Geen verkiezingen in verband met herindeling
In de volgende gemeenten werden op 7 maart 2006 geen gemeenteraadsverkiezingen gehouden omdat zij recent betrokken (geweest) waren bij een herindelingsoperatie:
- Herindeling per 1 januari 2005

In de gemeenten Aalten, Berkelland, Bronckhorst, Deventer, Doetinchem, Lochem, Montferland, Oost Gelre, Oude IJsselstreek, Zevenaar en Zutphen zijn herindelingsverkiezingen gehouden op 17 november 2004.
- Herindeling per 1 januari 2006

In de gemeenten Drechterland, Katwijk, Teylingen en Utrechtse Heuvelrug zijn herindelingsverkiezingen gehouden op 30 november 2005.
- Herindeling per 1 januari 2007

In de gemeenten Binnenmaas, Koggenland, Lansingerland, Leudal, Maasgouw, Medemblik, Nieuwkoop, Roerdalen en Roermond zijn herindelingsverkiezingen gehouden op 22 november 2006.

## Organisatie
In principe mogen alle Nederlanders die in Nederland wonen vanaf de leeftijd van 18 jaar stemmen. Ook EU-burgers die in Nederland wonen en andere allochtonen die legaal vijf jaar in Nederland verblijven, hebben stemrecht. In tegenstelling tot bijvoorbeeld de Tweede Kamerverkiezingen, mogen Nederlanders die in het buitenland wonen niet meedoen aan de raadsverkiezingen.
In totaal mochten zodoende ongeveer 11,8 miljoen mensen stemmen waarvan 2,2 miljoen allochtonen. Het aantal jongeren dat voor het eerst mocht stemmen bedroeg plusminus 715.000. Er waren 8854 raadszetels te verdelen, 45 meer dan in 2002. Deze aanwas werd veroorzaakt door gemeentegroei.
Het CDA deed in bijna alle gemeenten mee (414) en was daarmee koploper.
In drie gemeenten deden slechts lokale partijen mee; het betrof hier drie kleine landelijke gemeenten, te weten Schiermonnikoog, Lith en Rozendaal. De drie grote gemeenten kenden veel deelnemende partijen. Den Haag was zelfs landelijk koploper met 29 lijsten waarvan 16 geheel nieuw waren. De gemeente Amsterdam scoorde hoog met 24 lijsten en Rotterdam met 18 lijsten.
Voor het eerst konden blinden en slechtzienden in Nederland zelfstandig hun stem uitbrengen. In veertien plaatsen stonden speciaal voor hen ontworpen, pratende stemcomputers.

### Aanloop
De Kiesraad in Den Haag presenteerde op 14 december 2005 een lijst van de partijen die zich landelijk hadden ingeschreven. Met deze inschrijving konden partijen ook provinciaal en lokaal meedoen aan de verkiezingen. Ook kon een partij zich alleen inschrijven voor de gemeenteraadsverkiezingen bij het lokale hoofdstembureau.
Op 23 januari 2006 werden de kandidatenlijsten ingeleverd. Nieuwe partijen moesten in de week ervoor ondersteuningsverklaringen regelen, waarvoor op het stadhuis getekend diende te worden.
In de aanloop naar de verkiezingen gebruikten diverse gemeenten de Stemwijzer, waarbij kiezers op basis van stellingen konden bepalen welke partij inhoudelijk het dichtst bij hun voorkeur lag. Ook werden er scholierenverkiezingen gehouden. Het hing af van de gemeente of deze dingen plaatsvonden, de gemeente financierde het en het Instituut voor Publiek en Politiek (IPP) voerde het uit.
Nieuwe partijen die deelnamen aan de gemeenteraadsverkiezingen waren onder andere Ons Nederland, Nederland Transparant, en Nieuw Rechts.

### Stempas
Voor het eerst was het in sommige gemeenten mogelijk om met een stempas te stemmen. Met deze pas kon op verschillende locaties in een gemeente gestemd worden en hoefde men niet meer naar één specifieke locatie om te stemmen.

## Opkomst
| 2006                        | # stemmen  | %     |
| --------------------------- | ---------- | ----- |
| Kiesgerechtigden            | 11.851.753 |       |
| Niet opgekomen              | 4.911.763  | 41,44 |
| Opkomst                     | 6.939.990  | 58,56 |
| Ongeldige en blanco stemmen | 30.510     | 0,44  |
| Geldige stemmen             | 6.909.480  | 99,56 |

De gemeente Ameland had evenals in 2002 het hoogste opkomstpercentage; 87,3 procent, dat was net iets minder dan de 88,4 procent in 2002. De gemeente Staphorst had na Ameland het hoogste opkomstpercentage. De Groningse gemeente Delfzijl had met 47,3 het laagste percentage uitgebrachte geldige stemmen. Dit lage cijfer werd mede veroorzaakt doordat een groot aantal inwoners van Delfzijl uit protest tegen de bestuurlijke crisis in deze gemeente blanco stemde. Het opkomstpercentage in Delfzijl was inclusief de blanco stemmers 61,1%.

## Uitslag
De Gelderse gemeente Rozendaal heeft dinsdagavond als eerste de uitslag van de gemeenteraadsverkiezingen bekendgemaakt. Over het algemeen waren de Partij van de Arbeid en de Socialistische Partij de grote winnaars van de verkiezingen. Vooral de PvdA won fors met ruim 670 zetels en werd in de gemeenten Rotterdam en Amsterdam de grootste partij. In Rotterdam leed de Partij van de Arbeid in 2002 nog een grote nederlaag vanwege de opkomst van Pim Fortuyn en Leefbaar Rotterdam. De SP won in totaal meer dan 175 zetels. De regeringspartijen VVD, D66 en CDA verloren. Opvallend waren de grote verliezen van de zogenaamde Leefbaar-partijen, die populair werden door het succes van Fortuyn. Leefbaar Utrecht en Leefbaar Hilversum waren de grootste verliezers, de eerste ging van 14 naar slechts 3 zetels.
| Partij                    | % 2002 | % 2006 | Z. 2002 | Z. 2006 | A. 2002   | A. 2006   |
| PvdA                      | 15,8   | 23,4   | 1317    | 1988    | 1.040.921 | 1.617.097 |
| Lokale onafhank. gr.      | 18,1   | 18,6   |         |         | 1.199.168 | 1.285.372 |
| CDA                       | 20,3   | 16,9   | 2050    | 1754    | 1.343.865 | 1.162.753 |
| VVD                       | 15,3   | 13,8   | 1374    | 1246    | 1.013.032 | 949.848   |
| CU/SGP                    | 6,3    | 6,5    | 559     | 635     | 416.268   | 450.736   |
| GL                        | 6,1    | 5,9    | 415     | 401     | 404.624   | 404.042   |
| SP                        | 2,9    | 5,7    | 139     | 333     | 193.225   | 391.794   |
| Leefbaarpartijen          | 5,1    | 3,0    | 266     |         | 339.515   | 207.844   |
| D66                       | 3,7    | 2,6    | 277     | 144     | 240.501   | 182.782   |
| Lokale progressieve lijst | 2,3    | 2,6    |         |         | 153.586   | 182.736   |
| FNP                       | 0,4    | 0,4    | 50      | 54      | 28.806    | 29.508    |
| LPF                       | 0,1    | 0,3    | 4       | 10      | 4190      | 17.299    |
| Lokale prot.-chr. gr.     | 0,2    | 0,2    |         |         | 12.961    | 12.565    |
| NCPN                      | 0,1    | 0,1    | 8       | 7       | 4.758     | 4.246     |
| NVU                       | 0,0    | 0,0    |         |         | 403       | 1.923     |
| Overigen                  | 3,3    | 0,0    |         |         | 218.101   | 0         |
| Opkomst / Totalen         | 57,0   | 58,2   | 8809    | 8854    | 6.613.924 | 6.900.545 |

## Wetenswaardigheden
- D66 leverde de jongste lijsttrekker tijdens de gemeentelijke verkiezingen. Roy Wieldraaijer 18 jaar oud staat op nummer 1 van de kieslijst van D66 in Stadskanaal de nummer 2 op de lijst is ook 18 jaar Tim Koster. Het is het jonge team niet gelukt om een zetel te bemachtigen.
- SP'er Farshad Bashir uit Leeuwarden werd het jongste raadslid van Nederland. Hij was bij het aantreden 18 jaar, 2 maanden en 2 dagen oud.
- In dertien van de 419 gemeenten werd met het rode potlood gestemd.
- In 2008 werd in hoger beroep een kandidaat gemeenteraadslid veroordeeld wegens verkiezingsfraude met een stemcomputer in de gemeente Landerd.[5]
- Martin Jol, destijds trainer van de Engelse voetbalclub Tottenham Hotspur FC, was lijstduwer van de Politieke Partij Scheveningen in de gemeente Den Haag.
- Cabaretier Vincent Bijlo was lijstduwer voor de lokale partij Perspectief 21, een samenwerkingsverband van de PvdA en GroenLinks, in zijn woonplaats en gemeente Bunnik.
- Henk Westbroek was lijstduwer voor Leefbaar Utrecht en werd met voorkeurstemmen gekozen in de raad, maar heeft daar geen plaats in genomen.
- De gemeente Delfzijl had niet alleen een lage opkomst, het had ook het hoogste aantal blanco stemmers, zo'n dertig procent. Oorzaak hiervan is de al jaren durende politiek-bestuurlijke perikelen in deze gemeente waardoor veel kiezers het vertrouwen in hun lokale bestuur zijn verloren.
- In de gemeente Margraten leverde de progressieve combinatie (PvdA, GroenLinks, D66) wegens verkeersproblemen hun kieslijst dertien minuten te laat in waardoor ze, nadat daarover bij de Raad van State een klacht was ingediend, niet mee konden doen aan de verkiezingen. 640 stemmers (ten opzichte van vier jaar eerder) besloten om blanco te stemmen, velen wellicht door het ontbreken van hun voorkeursoptie. De combinatie verloor haar twee zetels.
- Margreet Horselenberg (PvdA), de kersverse burgemeester van de gemeente Lelystad, mocht niet in deze plaats stemmen. De eerste burger woonde op de dag van deze raadsverkiezingen korter dan een maand in de Flevolandse provinciehoofdstad. Volgens de regels mogen Nederlanders dan nog niet meedoen aan de raadsverkiezingen.
- Na de gemeenteraadsverkiezingen werd in Goes tussen VVD, ChristenUnie, SGP en CDA buiten de andere raadsfracties om, zeer snel een coalitieakkoord gesloten. Het akkoord zou op biddag zijn gesloten, terwijl de PvdA-fractie, verkozen tot de grootste fractie in de gemeenteraad, in strijd met het gebruik niet de kans kreeg het initiatief tot onderhandelingen te nemen. Over het gedrag van de christelijke fracties ontstond in Goes grote opwinding, die ook tot uiting kwam in de installatievergadering van de nieuwe raad op 16 maart, en die de landelijke pers haalde.

## Opiniepeiling Tweede Kamerverkiezingen
In een opiniepeiling van Maurice de Hond voor de NOS hoe mensen gestemd zouden hebben als het een Tweede Kamerverkiezing zou zijn, kwam dezelfde tendens naar voren als bij de gemeenteraadsverkiezingen: PvdA en SP zouden winnen, de regeringspartijen verliezen. Het populairste potentiële kabinet was een linkse coalitie van PvdA, SP en GroenLinks, met Wouter Bos als premier.

## Lokale Partijen 2006
De volgende partijen zijn uitsluitend actief op gemeentelijk niveau en hebben bij de gemeenteraadsverkiezingen 2006  één of meer zetels gehaald.
- AKKOORD'94
- Anna Paulowna Transparant (APT)
- Alert! Schouwen-Duiveland
- Algemeen Belang Groot Hulst (ABGH)
- Algemeen Belang Waterland (ABW)
- Algemeen Deventer Belang sinds 2011 Deventer Belang
- Algemeen Plattelands Belang
- Algemene Belangen Combinatie Wervershoof
- ALA
- Almelo's Ouderenverbond (AOV)
- Alphen Eén
- Ameland '82
- AOV Weesp
- Axielijst
- Baarnse Onafhankelijke Partij
- Basis'06
- Beemster Polderpartij
- Beeselse Lijst
- Belangengemeenschap Rozendaal
- Beter Alphen
- Beter Buren
- Bladel Transparant
- Blaricums Belang
- BN&M
- Bolswards Belang
- Burger en Ondernemersbelangen Bergen, Egmond, Schoorl (BOBbes)
- BPA
- Buitengewoon Leefbaar (Steenwijkerland)
- BOE
- BurgerBelangen '96
- Burgerbelangen Amstelveen
- Burgerbelangen Enschede
- Burgerbelangen Gemeente Emmen (BGE)
- BurgerBelang Hellendoorn
- Burgerbelangen Hengelo
- Burgerbelangen Landgraaf
- Burgerforum Losser
- Burger & Gemeenschap
- Burger Initiatief
- Burger Partij Hof
- Burger Vertegenwoordiging Heuvelrug
- Castricum Kern(en) Gezond
- Christelijke Arbeiders Partij (CAP)
- Christelijke Groepering Schiermonnikoog (CGS)
- Combinatie90
- Dantumadeel '82
- Democratische Eenheids Partij
- Democratisch Liberale Partij Hilversum
- De Onafhankelijken (Oudewater)
- Deventer Belang voorheen Algemeen Deventer Belang
- DorpsBelang (Eemnes)
- Dorpsbelangen Geldermalsen
- Dorpsbelangen Huizen
- Dorpsbelangen Loosdrecht
- Dorpsbelangen Wijdemeren
- Dorpslijst Druten
- Dorpspartij Ermelo
- Duurzaam Schagen
- Elburg Beleid
- Forza Haarlemmermeer
- Fractie Franssen
- Geen Windmolens Rijnwoude (GWR)
- Gemeenschappelijke Groepering Haaksbergen
- GB'90
- Gemeentebelang Gilze en Rijen
- Gemeentebelangen 2000 (Boornsterhem)
- Gemeentebelangen Aalten
- Gemeentebelangen Apeldoorn
- Gemeentebelangen Bedum
- Gemeentebelang Boerenpartij Heerde
- Gemeentebelangen Dalfsen
- Gemeentebelangen Ede
- Gemeentebelangen Eemsmond
- Gemeentebelangen Epe
- Gemeentebelangen Hellendoorn
- Gemeentebelangen Heusden
- Gemeentebelangen Hoogeveen e.o.
- Gemeentebelangen Loon op Zand
- Gemeentebelangen Medemblik
- Gemeentebelangen Oosterhout
- Gemeentebelangen Putten
- Gemeentebelangen Rheden
- Gemeentebelangen Twenterand (GBT)
- Gemeentebelangen Vught
- Gemeentebelangen Woudrichem
- GJS
- Gewoon Nijmegen
- Groot Hontenisse (GH)
- Haagse Stadspartij (HSP)
- Haarlemmermeerse Actieve Politiek
- Harderwijk Anders
- Harlinger Belang en Harlinger Alternatief '97 (HBHA)
- Hart voor Baarn
- Hart voor Blaricum
- Hart voor Nijkerk
- Hart voor Twenterand (HvT)
- Heemskerk Anders
- Heiloo 2000
- Het Vechtse Verbond
- Hoevelaken Nu
- Houtens Belang
- IPV
- Initiatiefgroep Boomgaardshoek en Platen(IBP)
- Inwonersbelangen
- ITH
- Islam Democraten (ID)
- Jouw Amersfoort
- Kleine Kernen (Rijnwaarden)
- Kleurrijk Langedijk
- Kritisch Menterwolde
- KIJK op Kampen
- Larens Behoud
- Leefbaar Alkmaar
- Leefbaar Almelo (LA)
- Leefbaar Almere (LA)
- Leefbaar Alphen
- Leefbaar Apeldoorn
- Leefbaar Delft
- Leefbaar Haaksbergen
- Leefbaar Haarlem
- Leefbaar Hilversum
- Leefbaar Huizen
- Leefbaar Montfoort
- Leefbaar Nieuwegein
- Leefbaar Utrecht (LU)
- Leefbaar Rotterdam (LR)
- Leefbaar Schouwen-Duiveland
- Leefbaar Tynaarlo
- Leefbaar Wijchen
- Leusden 90
- Liberaal 2000 (Voorst)
- Liberaal Laren
- Liberaal Wormerland

- Liberale Burgerpartij (Epe)
- Lijst Groessen
- Lijst Hilbrand Nawijn (LHN)
- Lijst Linssen
- Lijst Riel Goirle
- Lijst Smolders Tilburg
- Lijst Stulp
- Lokaal2000
- Lokaal Alert
- Lokaal Alternatief (Kerkrade)
- Lokaal Alternatief (Raalte)
- Lokaal Belang Lingewaard
- Lokaal Belang Montferland
- LokaalCentraal
- Lokaal Dinkelland
- Lokaal Liberaal Twenterand (LLT)
- Lokaal Onafhankelijk Bernisse
- Lokaal Veenendaal
- Lokale Partij Ommen
- LPF Eindhoven
- Maarssen2000
- Meedenken met Lochem  (MML)
- Middelburg Transparant
- Mokum Mobiel
- Nieuwe Blaricumse Partij
- Nieuw Elan
- Nieuw Enkhuizen
- Nieuwe Leeuwarder Partij
- Nieuwe Lijn
- Nijmegen Nu
- Om Alkmaar
- Onafhankelijk Delft
- Onafhankelijken Oost Gelre (OOG)
- Onafhankelijke Partij Alkmaar
- Onafhankelijke Partij Millingen
- Onafhankelijke Partij Vechtstreek
- Ons Belang (Schiermonnikoog)
- ONS Voorschoten
- Onze Nieuwe Samenleving ONS-Nederland
- Onze Nieuwe Samenleving ONS-Flevoland
- Onze Nieuwegeinse Samenleving
- Ooststellingwerfs Belang
- OpKoers.Nu
- Open en Duidelijk Stede Broec
- Opsterlands Belang
- Partij Nijkerk
- Partij Spaarnestad (Haarlem)
- Partij Veilig Maastricht (Maastricht)
- Partij Voor Democratische Vooruitgang
- Partij voor de IJsbaan (Zaanstad)
- Perspectief 21
- Plaatselijk Belang Bellingwedde
- Plaatselijk Belang Zwolle
- Plaatselijke Politieke Alliantie
- Platform Vianen
- Politiek Lokaal Onafhankelijke Partij (PLOP)
- Pro Arnhem
- PROgressief 21
- Progressief Akkoord Coevorden
- Progressief Akkoord Rozendaal
- Progressief Alternatief Steenwijkerland (PAS)
- Progressief Ermelo
- Progressief Hulst (PH)
- Progressief Oegstgeest
- Progressief Warmond
- Progressief Wervershoof
- Progressief West-Friesland (Medemblik)
- Progressief Westland
- Progressief Woerden
- Progressief Zoeterwoude (PZ)
- Progressieve Partij (Aalten)
- Pro Hengelo
- Protestants Christelijke Unie (Wijk bij Duurstede)
- ProTiel
- Recht door Zee (Edam-Volendam)
- Rechts Protestants Christelijke Unie (RPCU)
- Rhenens Belang
- Ronde Venen Belang
- Roodgewoon
- Rooie Saen
- Rosendael '74
- Rosmalens Belang
- Samen Sterk Maasdriel
- Samen Verder (Heumen)
- SVAB
- Samen Welzijn
- Schiermonnikoogs Belang
- Seyst.Nu
- Sint Anthonis Nu
- Smallingerlands Belang
- Soest 2002
- Spakenburgse Vrijheids Partij
- Stadsbelangen Delft
- Stadsbelangen Mestreech
- Stadspartij Den Helder
- Stadspartij Doesburg
- Stadspartij Doetinchem
- Stadspartij Groningen
- Stadspartij Harderwijk
- Stadspartij Nijmegen
- Stadspartij Purmerend
- Stadspartij Rotterdam
- Stadspartij Wageningen
- Stadspartij Zutphen-Warnsveld
- Sterk Meppel
- Streekbelangen '93 (Breukelen)
- Student en Stad
- Studenten Techniek in Politiek (STIP)
- Swollwacht
- Texels Belang
- Transparant Algemeen Belang of T@B, Hardinxveld-Giessendam
- Trilokaal
- Ubbergen Anders
- Vereniging Mooi Alkemade
- Vereniging voor Belangenbehartiging Aalburgse Burgers (BAB)
- Visie
- VOCHoorn
- Volendam '80
- Vooruitstrevende Partij Baarle
- Voor De Gemeenschap (VDG)
- Voor Ieders Belang
- VOLG
- Vrije Lijst Oostflakkee
- VZ2000
- Wat Wassenaar Wil
- Waterland95
- Weesper Stads Partij
- Welzijn Druten
- Werkgroep Het Bildt
- Werknemers Groepering Oldenzaal
- Winterswijks Belang
- ZOG
- Zuid Centraal